# Simulium namense
Simulium namense är en tvåvingeart som beskrevs av Takaoka 1989. Simulium namense ingår i släktet Simulium och familjen knott.
Artens utbredningsområde är Myanmar. Inga underarter finns listade i Catalogue of Life.